# بدفورد هایتس (اوهایو)
بدفورد هایتس(به انگلیسی: Bedford Heights) شهری در ایالت اوهایو کشور ایالات متحده آمریکا است که جمعیت آن در سرشماری سال ۲۰۱۰ میلادی، ۱۰٬۷۵۱ نفر بوده‌است.